# Axe historique de Paris

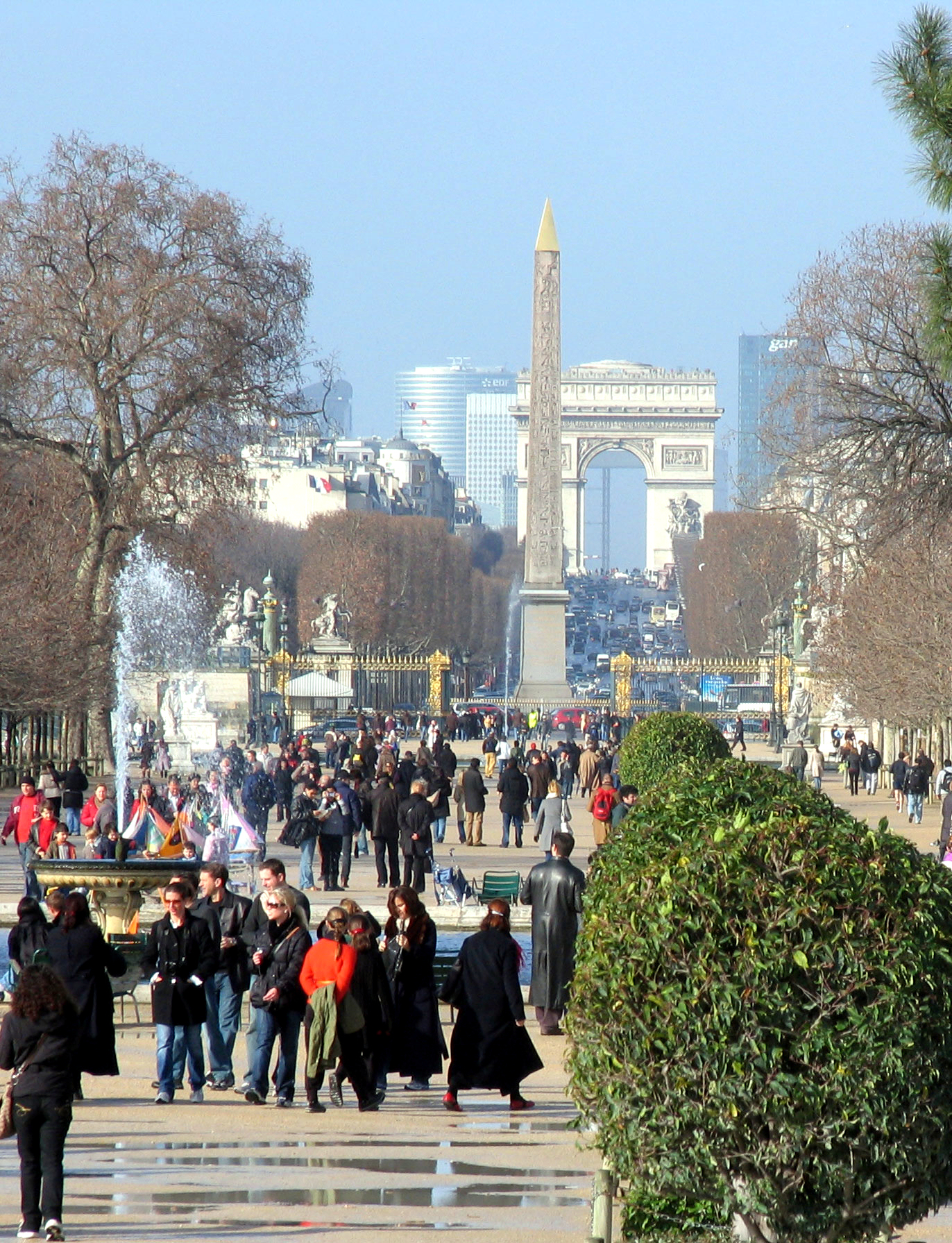
Axe historique vu depuis le jardin des Tuileries.

L'axe historique de Paris ou voie royale est une voie rectiligne qui traverse l'ouest de Paris et, en banlieue, une partie des Hauts-de-Seine. Elle va du Louvre, au cœur de Paris, jusqu'au quartier d'affaires de la Défense, situé une dizaine de kilomètres plus à l'ouest sur les territoires de Puteaux, Courbevoie, La Garenne-Colombes et Nanterre. Cette perspective urbanistique majeure de l'Ouest parisien relie plus précisément de nos jours, toujours d'est en ouest, la statue équestre de Louis XIV, dans la cour Napoléon du Louvre, et la Grande Arche de la Défense. Elle passe par le jardin des Tuileries, la place de la Concorde, l'avenue des Champs-Élysées, la place Charles-de-Gaulle (nommée place de l'Étoile jusqu'en 1970) avec l'Arc de Triomphe, l'avenue de la Grande-Armée et — au-delà de la porte Maillot — traverse Neuilly-sur-Seine en tant que route nationale 13, nommée dans cette commune avenue Charles-de-Gaulle (dont une section passe sous une dalle urbaine, la couverture Madrid), avant de franchir la Seine par le pont de Neuilly et d’atteindre la Défense.
Elle se prolonge à l'est par la rue de Rivoli percée en deux temps, sous le Premier et le Second Empire, la rue Saint-Antoine, la rue du Faubourg-Saint-Antoine, la place de la Nation, le cours de Vincennes et, au-delà de la limite de la ville de Paris, par l'avenue de Paris à Vincennes jusqu'au château de Vincennes, formant le grand axe est-ouest de la capitale emprunté par la première ligne du métro parisien, Vincennes-Neuilly, inaugurée en 1900.
Cet axe trouve son origine historique sous Catherine de Médicis lors de la construction du palais des Tuileries, aujourd'hui disparu, qui était agrémenté d'un vaste jardin géométrique de style Renaissance précisément dans l'axe. Ce palais fortement agrandi sous les règnes suivants a ensuite été le point focal à partir duquel André Le Nôtre, jardinier de Louis XIV, a redessiné le jardin des Tuileries et créé l'avenue des Champs-Élysées, alors en pleine campagne, pour en continuer la perspective. La construction de la place de la Concorde sous Louis XV, puis de l'Arc de Triomphe après la Révolution, poursuit ce but d'agrémenter cette voie royale et impériale du palais des Tuileries, qui est le siège officiel du pouvoir français à Paris sous les différents régimes qui se succèdent. Le palais des Tuileries est détruit par un incendie lors des événements de la Commune en 1871 et il n'est pas reconstruit. L'axe a ainsi perdu sa vocation d'origine. Mais il continue de se développer, par la poursuite de l'urbanisation le long des Champs-Élysées et de l'avenue de la Grande-Armée, puis avec la création du quartier d'affaires de la Défense et la construction de l'Arche de la Défense.

## Histoire

### Ancien Régime
À partir du milieu du XIVe siècle, le château du Louvre devient l'un des principaux lieu de résidence des rois de France. Ces derniers suivent un chemin en ligne droite pour aller chasser dans la forêt de Saint-Germain-en-Laye. La Seine était traversée par un bac.

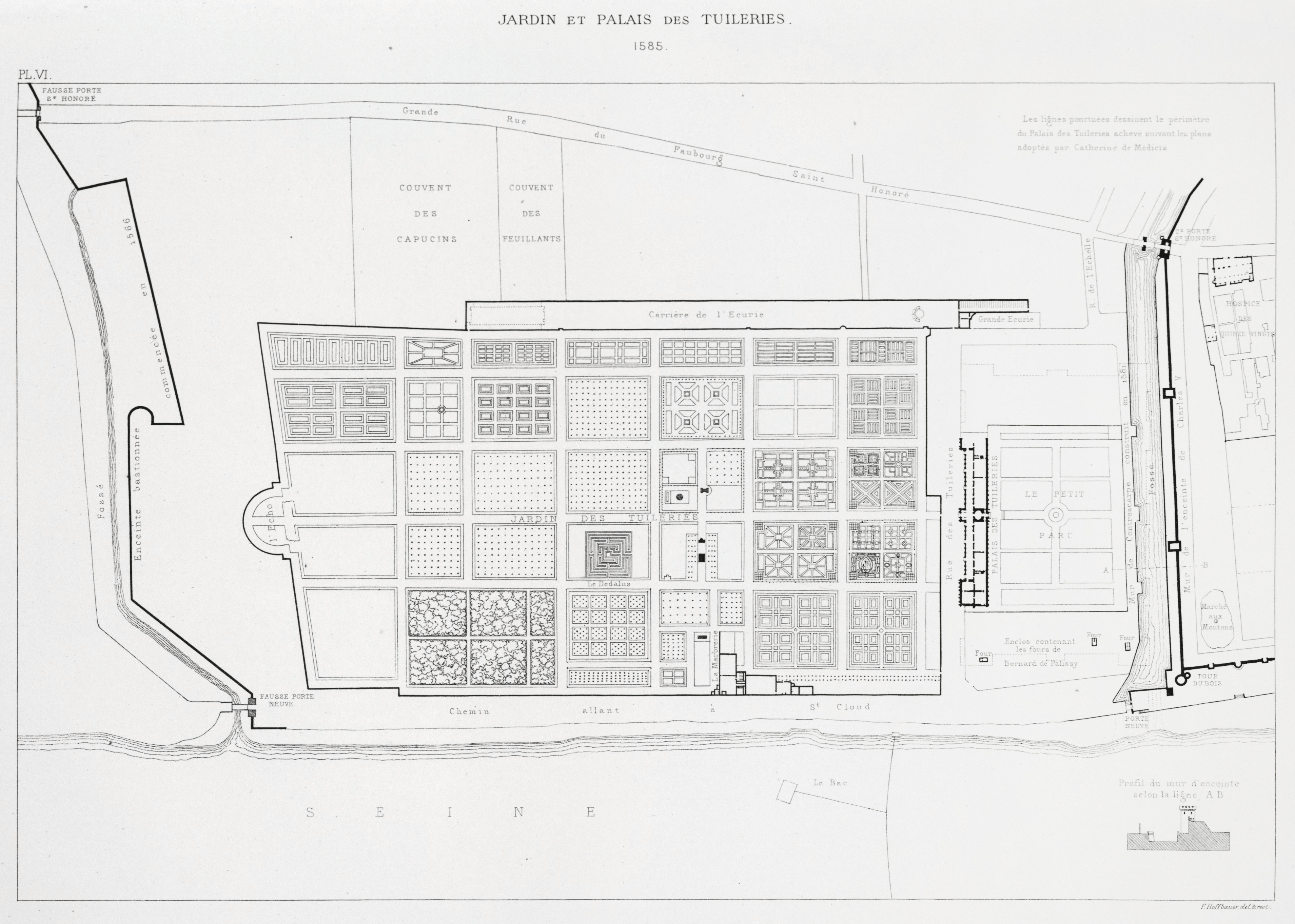
Le jardin des Tuileries à la Renaissance en 1585.

L'acte fondateur de l'axe actuel est l’œuvre de Catherine de Médicis, en faisant construire le palais des Tuileries, agrémenté de vastes jardins géométriques typiques de la Renaissance, précisément dans l'axe que l'on connait aujourd'hui, à partir de 1564. Le développement du palais durant les règnes suivants, qui devient la résidence principale des rois de France à Paris, ne cessera pas de donner toujours plus d'importance à cet axe.
En 1609, le bac transportant le carrosse d'Henri IV et de Marie de Médicis se renverse. Le premier pont de Neuilly, en bois, est alors construit, suivant le chemin partant du Louvre vers le Château de Saint-Germain-en-Laye.
En 1616, Marie de Médicis fait aménager les terrains marécageux, au-delà des Tuileries jusqu'à l'actuelle place de la Reine-Astrid, par lesquels passait le chemin royal en longue allée bordée d'arbres, donnant ainsi un début d'ébauche de l'avenue des Champs-Élysées. Cet aménagement voit surtout la création du Cours la Reine le long de la Seine, qui n'est pas dans l'axe.
Louis XIV charge André Le Nôtre, vers 1670, de redessiner et agrandir le jardin des Tuileries et de continuer les aménagements de cette promenade plantée, jusqu'au niveau de l'actuelle place Charles-de-Gaulle. C'est la création de l'actuelle avenue des Champs-Élysées avec son tracé et sa physionomie actuelle. C'est alors une large allée plantée d'arbres en pleine campagne sur la colline, pour agrémenter la perspective centrale du jardin des Tuileries, et depuis l'allée on admire aussi une somptueuse vue vers le jardin et le palais, elle est tracée parfaitement dans l'axe du pavillon central du palais des Tuileries, la très longue façade du palais étant perpendiculaire à l'axe. Ce type d'aménagement répond aux canons du jardin à la française, typique de cette époque, et dont Le Nôtre a été le plus grand créateur.

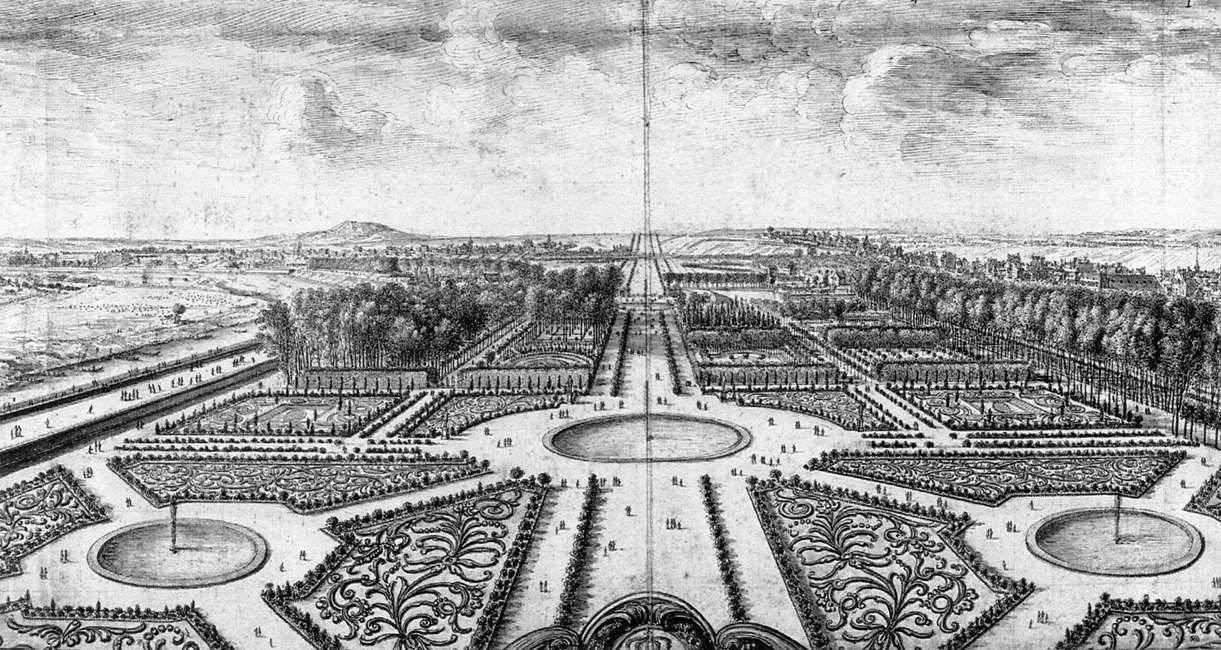
Vue du jardin des Tuileries depuis le palais des Tuileries, dans la seconde moitié du XVIIe siècle. Le jardin a déjà en grande partie son plan actuel dans les grandes lignes. L'avenue des Champs-Élysées, visible en arrière-plan, est alors une perspective tracée dans la campagne pour agrémenter la vue depuis le jardin et le palais.

Le jardin et le palais des Tuileries
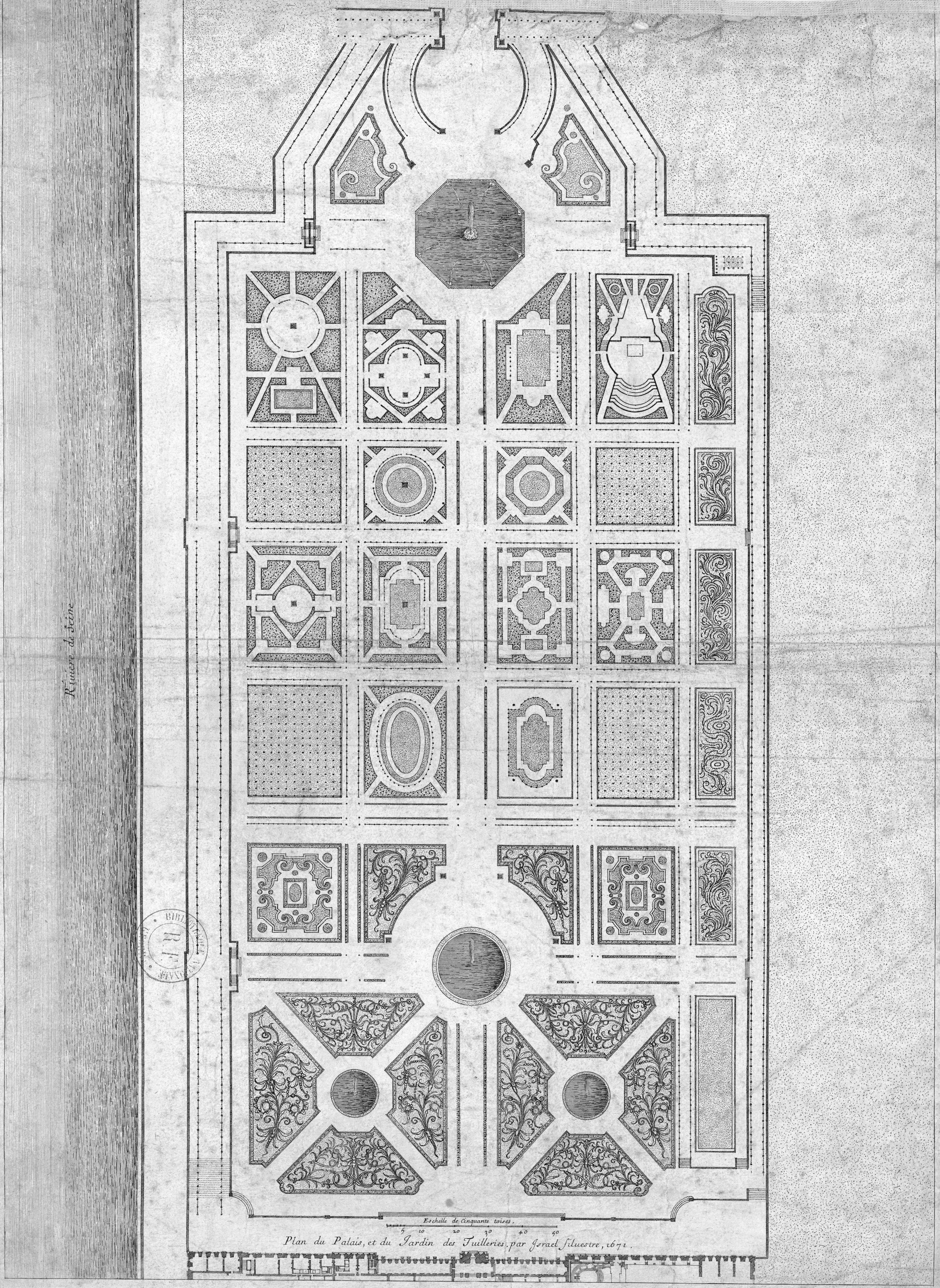
Un plan du jardin en 1671, après sa refonte et son agrandissement par Le Nôtre (entre autres).
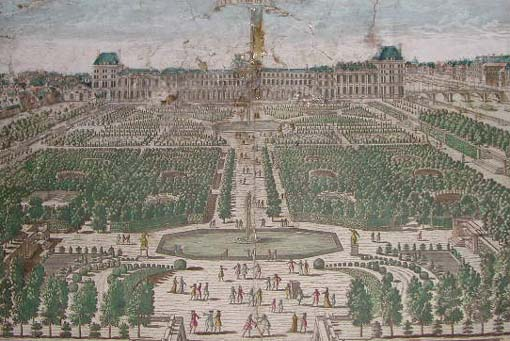
Le jardin au XVIIe siècle, met en scène le palais des Tuileries avant tout.
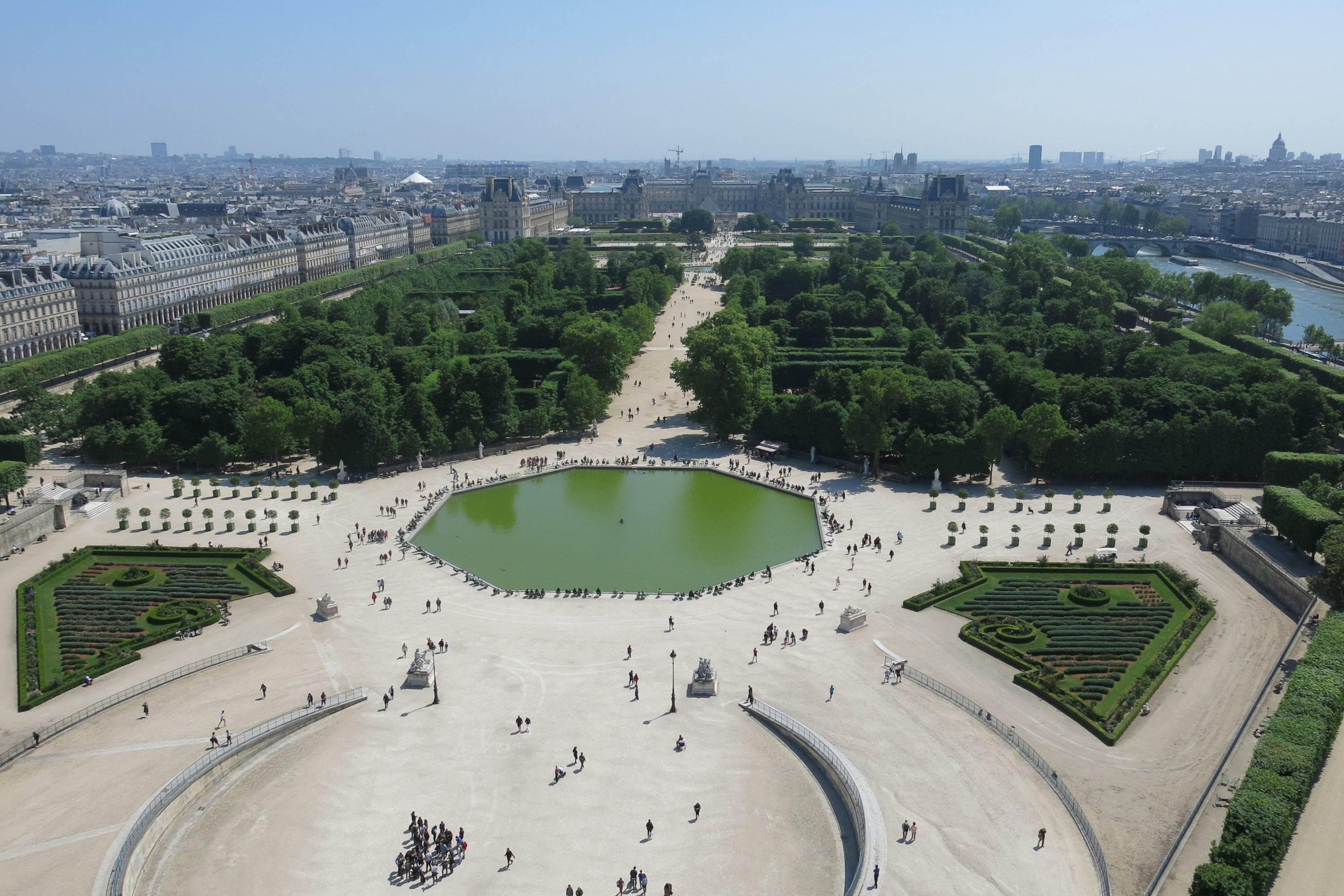
Vue actuelle du jardin des Tuileries, depuis la place de la Concorde. Le palais des Tuileries a aujourd'hui disparu.

Une perspective ornementale sera ensuite aménagée jusqu'à la Seine.

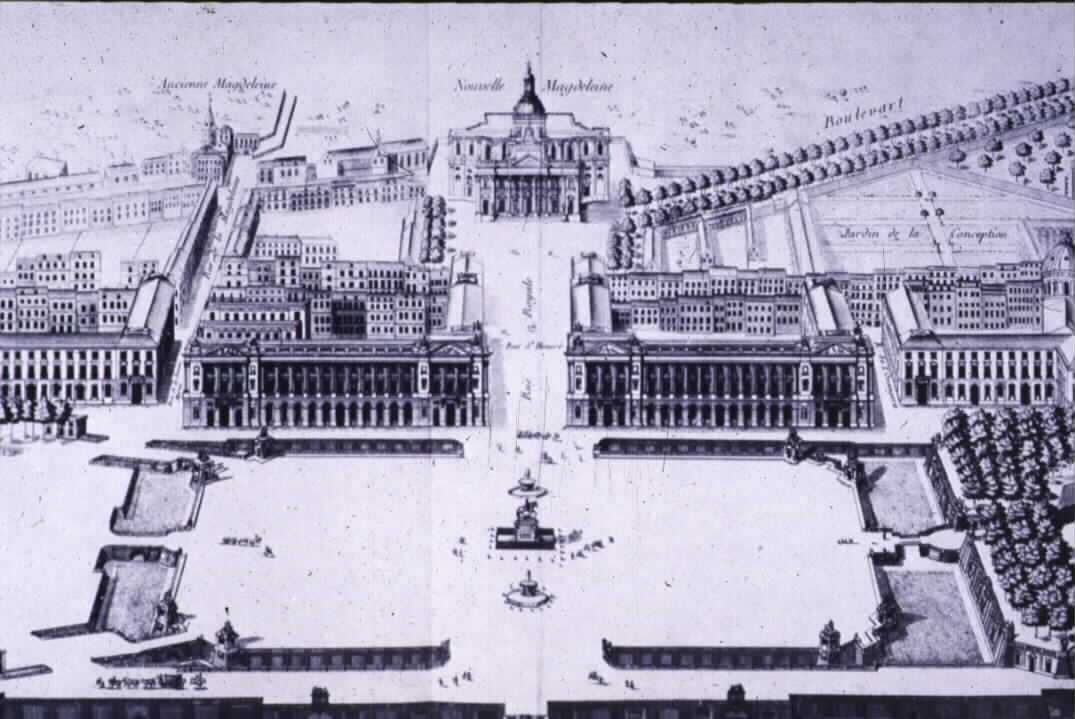
Le projet de la place Louis XV, actuelle place de la Concorde, par Gabriel, en grande partie réalisé.

En 1748, la Ville de Paris décide d'ériger une statue équestre colossale de Louis XV pour fêter le rétablissement du roi après la maladie dont il a été atteint à Metz. À la suite d'un concours lancé pour trouver le meilleur emplacement, auquel participent dix-neuf architectes, Ange-Jacques Gabriel propose de la placer sur l'« esplanade du Pont-Tournant », une simple esplanade de terre battue qui se situe au bout du jardin des Tuileries, nommée ainsi en référence à un pont de bois qui enjambe alors le fossé bordant la terrasse des Tuileries. Bien qu'excentré de la ville, l'endroit peut servir à l'urbanisation des nouveaux quartiers qui tendent à se construire vers l'ouest de la capitale, dans le faubourg Saint-Honoré. Cette statue sera achevée et inaugurée en 1763 à l'emplacement de l'actuel obélisque de Louxor qui la remplacera après la Révolution.
En 1755, Louis XV approuve le plan de Gabriel pour la construction d'une très vaste place royale centrée sur la statue, la place Louis-XV, conçue comme une esplanade triomphale à l'avant du jardin et du palais des Tuileries. Cette place, qui sera renommée après la Révolution en « place de la Concorde », comporte de fastueux bâtiments sur le côté nord, mais est entièrement ouverte sur les trois autres côtés (deux espaces verts, dont le jardin des Tuileries, et la Seine). La construction de cette place, achevée en 1772, constitue le point de départ de l'urbanisation structurée de Paris vers l'ouest le long de la voie royale.
En 1768 est décidé le remplacement du premier pont de Neuilly, en bois, par un pont plus solide en pierre, selon les travaux de Jean-Rodolphe Perronet, premier directeur de l'École des ponts et chaussées.

### XIXesiècle

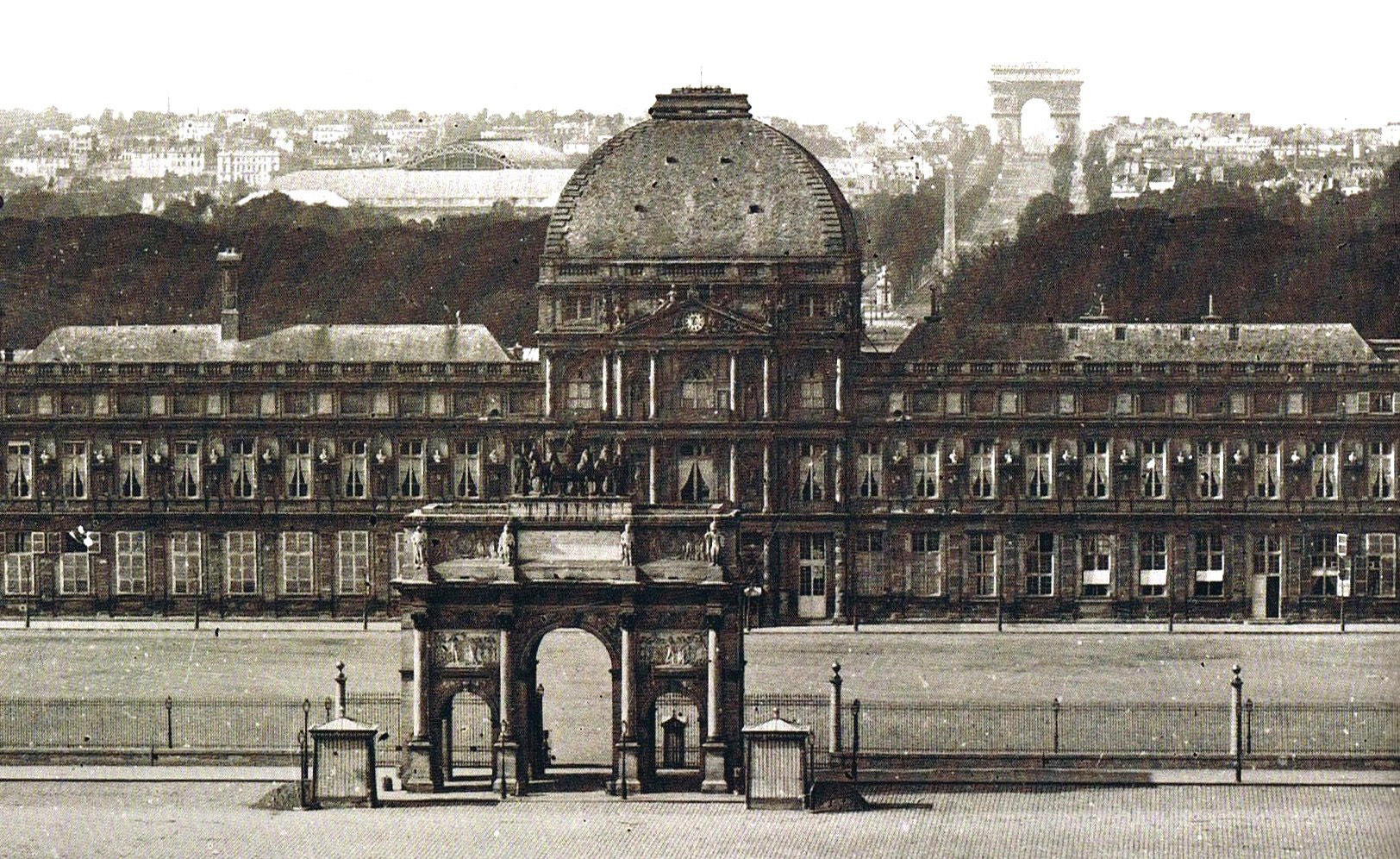
Le palais des Tuileries vers 1860. Il est le siège du pouvoir (résidence de l'Empereur) et le centre focal de la grande perspective. L'arc du Carrousel constitue la porte d'honneur du palais dans la grande cour. Les Champs-Élysées, en référence aux champs Élyséens de la mythologie grecque, et l'Arc de Triomphe, forment une voie montante vers une porte du ciel.

Sous le Premier Empire, l'avenue prend le nom du lieu mythologique grec, les Champs Élysées, et commence à se border de palais et d'hôtels particuliers. Napoléon Ier couronne l'avenue de l'imposant Arc de triomphe de l'Étoile, puis l'obélisque de Louxor se dresse sur la place de la Concorde et les deux fontaines l'encadrent. La rue de Rivoli commence à se dessiner, elle est tracée en bordure nord du jardin des Tuileries et du palais du Louvre et ira plus tard jusque dans le centre historique de Paris (Hôtel de ville) de manière rigoureusement parallèle à l'axe principal.
Durant la monarchie de juillet, le roi Louis-Philippe décide d'achever la construction de l'arc de Triomphe pour marquer politiquement qu'il assume l'héritage de la Révolution et du Premier Empire en plus de celui de l'Ancien régime et de la Restauration.
Sous Napoléon III, les plans d'urbanisme se poursuivent et l'axe se développe considérablement. Le long de l’avenue des Champs-Élysées les hôtels particuliers sont peu à peu remplacés par des immeubles haussmanniens. S'y installent des maisons qui deviendront des marques de grand luxe comme Louis Vuitton ou Guerlain. La partie boisée est aménagée en allée et jardins, avec fontaines, restaurants luxueux et théâtres. Le palais du Louvre est considérablement agrandi et relié au palais des Tuileries des deux côtés (achèvement du « Grand dessein »). Au-delà de l'Arc de triomphe, l'axe est constitué par l'avenue de la Grande-Armée. Douze avenues rayonnent de la place Charles-de-Gaulle : avenues des Champs-Élysées, de Friedland, Hoche, de Wagram, Mac-Mahon, Carnot, de la Grande-Armée, Foch, Victor-Hugo, Kléber, d'Iéna, et Marceau. Sous le Second Empire l'axe atteint l'apogée de sa cohérence et de sa magnificence. Le palais des Tuileries, véritable palais national et résidence officielle du pouvoir à Paris pour les différents régimes qui se sont succédé jusque-là, est le centre de toute la conception.

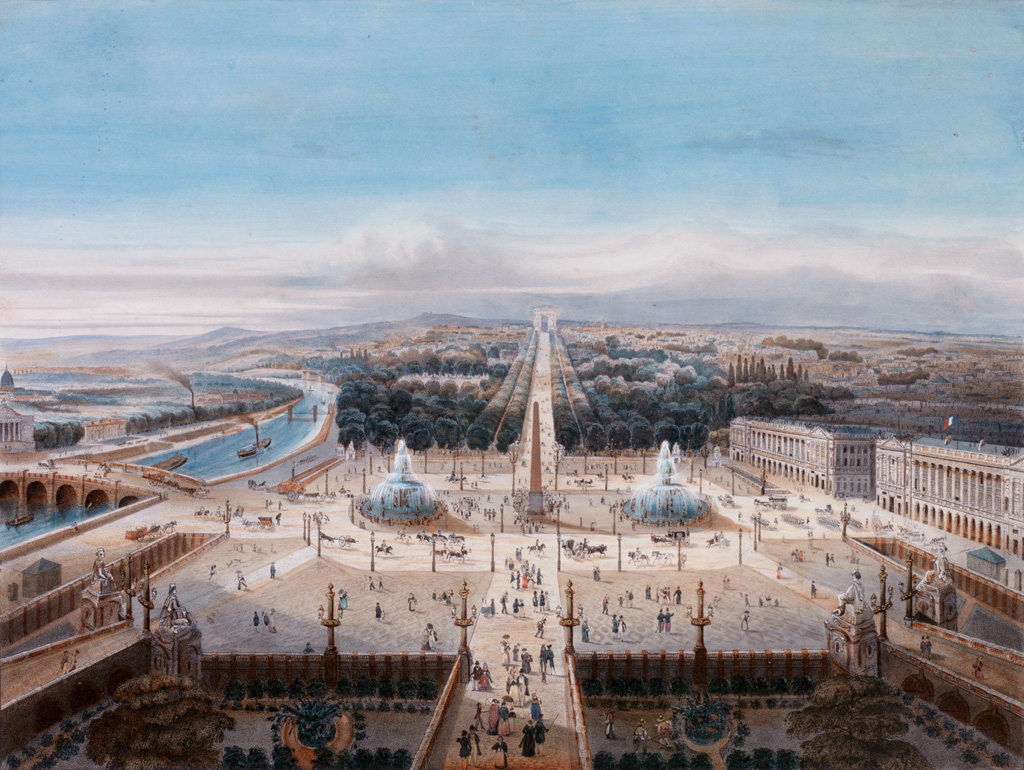
La place de la Concorde et les Champs-Élysées au XIXe siècle.
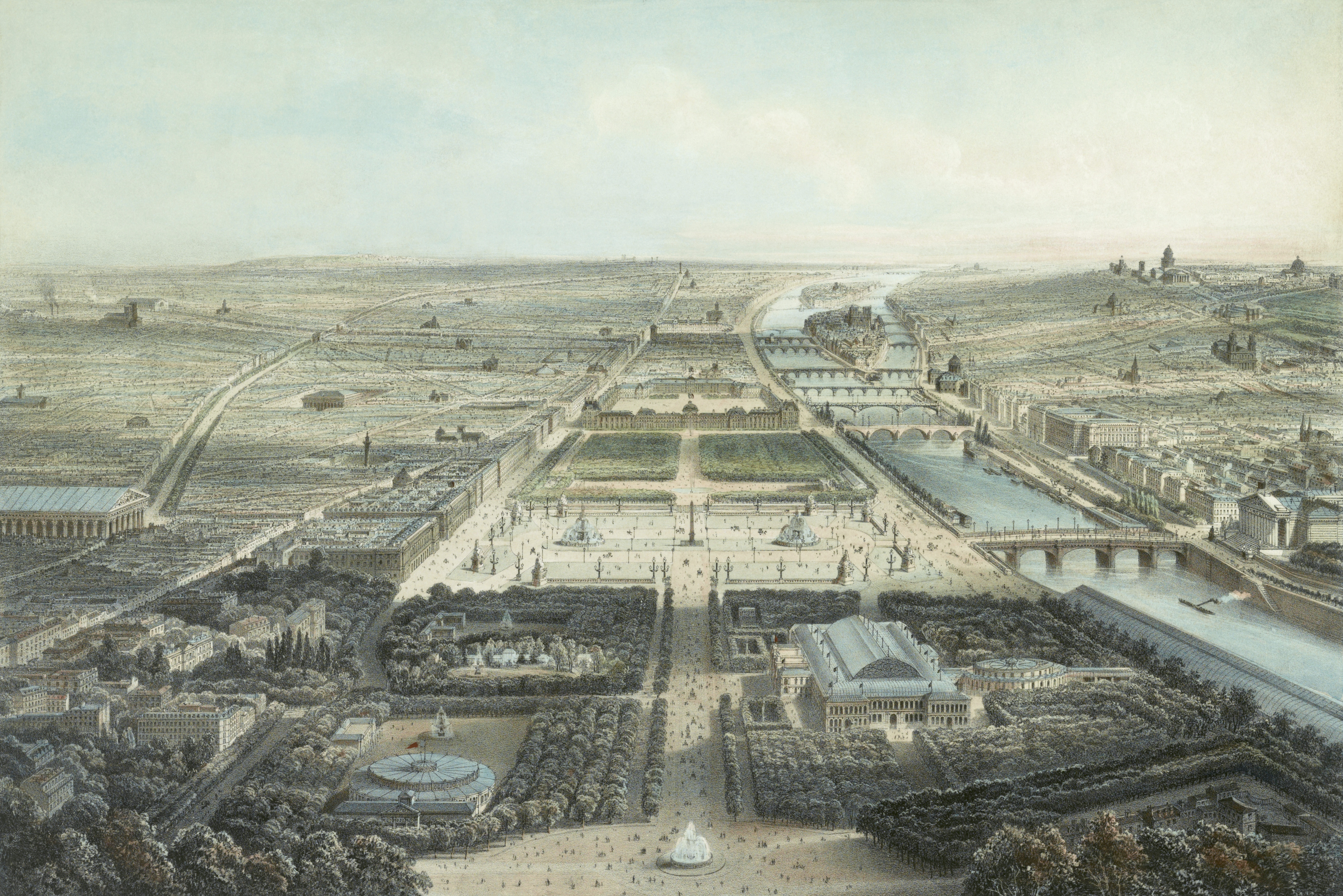
Vue au-dessus des Champs-Élysées sous le Second Empire, vers le jardin et le palais. Au premier plan: le rond-point.
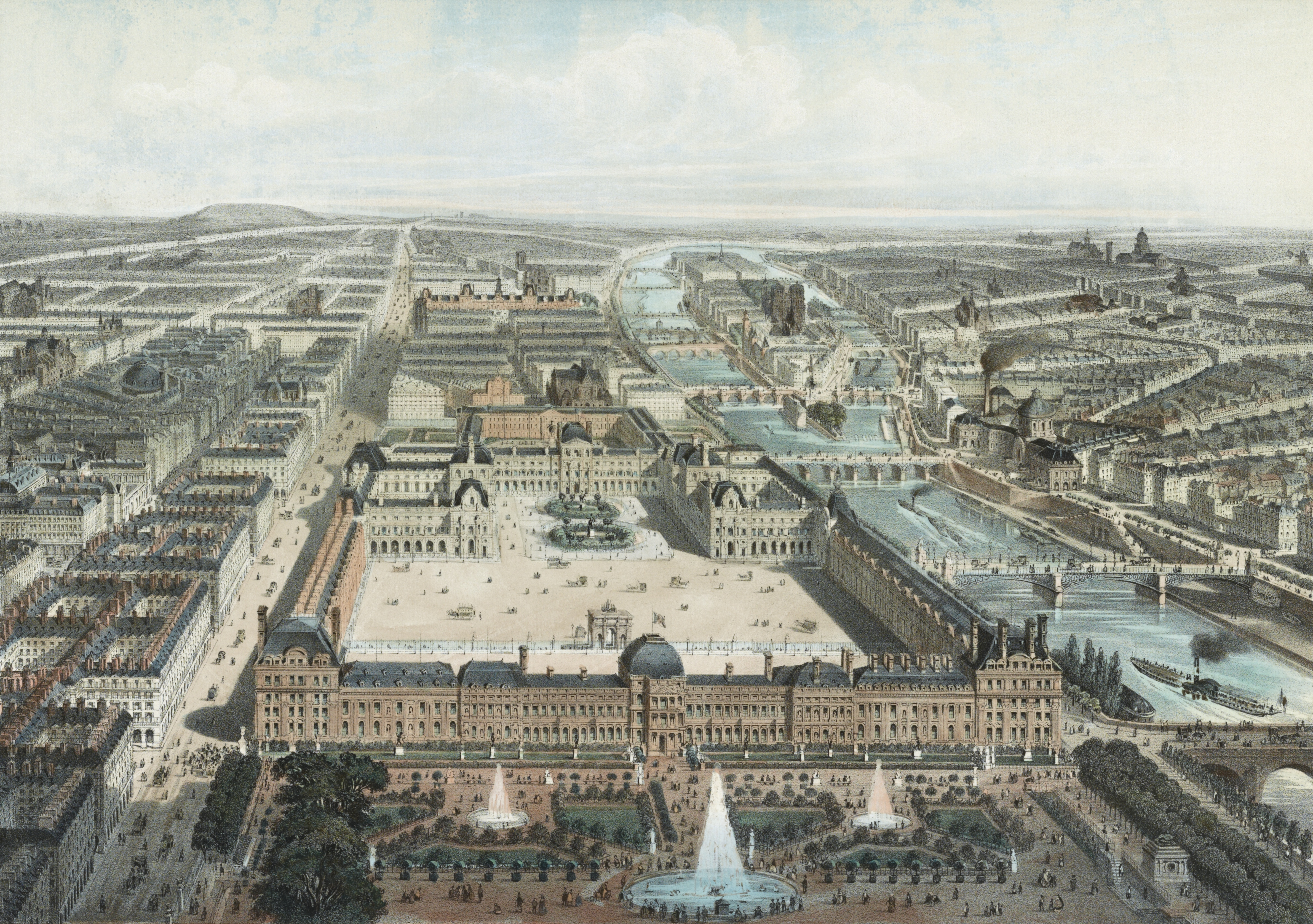
Le palais des Tuileries et le Louvre sous le Second Empire, encore mis en scène par le jardin.

En 1871, lors des événements tragiques de la Commune, le palais des Tuileries, est détruit par un incendie. Après de nombreux projets de remise en état ou de reconstruction, les ruines seront définitivement détruites en 1883. L'axe historique perd ainsi sa vocation première.

### XXesiècle
Au XXe siècle, le Palais des congrès, surmonté de la tour de l'hôtel Concorde Lafayette (depuis 2013 hôtel Hyatt Regency Paris Étoile), est construit Porte Maillot. L'Étoile prend le nom de place Charles-de-Gaulle et l'avenue de Neuilly qui suit la Porte Maillot devient avenue Charles-de-Gaulle sur le territoire de la commune de Neuilly-sur-Seine. Sous l'Arc de triomphe est installée après la Première Guerre mondiale la tombe du Soldat inconnu.
Le second pont de Neuilly est détruit en 1936, et remplacé en 1942 par un pont métallique. Celui-ci connaîtra des aménagements supplémentaires, en 1992, pour accueillir le prolongement de ligne 1 du métro de Paris jusqu'à La Défense.
Au-delà du pont de Neuilly, le secteur de La Défense a fait l'objet d'une vaste opération d'urbanisme destinée à aménager un nouveau quartier d'affaires pour Paris. Son emplacement, autrefois bâti d'immeubles, de pavillons et de petites usines a laissé place à une cité surtout de bureaux, mais aussi de logements, où poussent des tours de cent à plus de trois cents mètres de haut aujourd'hui. Cette opération, entamée en 1958 par la construction du CNIT, se poursuit toujours de nos jours. L'axe historique y prend la forme d'une vaste dalle piétonne construite au-dessus de voies de circulation automobile et d'infrastructures de transport en commun.
Pour ponctuer la perspective, le président François Mitterrand fait construire l'Arche de la Défense
.

### Au-delà de La Défense
Le projet d'aménagement Seine-Arche, conduit à Nanterre par l'Établissement public d'aménagement de la Défense Seine Arche (EPADESA) — dont la place Nelson-Mandela — prolonge vers l'ouest l'axe historique jusqu'au parc du Chemin-de-l'Île et de nouveau la Seine (qui marque ici la limite de Nanterre et Carrières-sur-Seine, commune des Yvelines). Cette opération d'intérêt national articule un ensemble de liaisons et de constructions autour de la création de vingt terrasses épousant la morphologie du terrain : 292 000 m2 de logements, 217 000 m2 de bureaux et activités, 100 000 m2 de commerces, services et activités et 35 000 m2 d'équipements publics. Sur ce site entaillé par des liaisons autoroutières (dont l'A14, en grande partie souterraine sur cette section en empruntant le tunnel de Nanterre-La Défense, qui prolonge l'axe historique dans la traversée de Nanterre, mais selon un tracé beaucoup moins rectiligne) et ferroviaires, elles dégagent un espace public central d'environ 80 mètres de largeur sur 3,2 km, ne réservant qu'une voie à la circulation locale, le boulevard de Pesaro.
La place Nelson-Mandela se situe sur l'axe historique, entre la Grande Arche et la Seine côté ouest. Elle est l'objet en 2012 d'un concours d'artistes pour installer en son centre une œuvre d'art, dont la dimension monumentale n'est toutefois pas précisée.
Entre la place Nelson-Mandela et l'arche de La Défense, se trouve maintenant la Paris La Défense Arena. Cette arena de trente mille places environ est utilisée par le club du Racing 92 comme stade pour jouer ses rencontres à domicile. Elle peut également être configurée pour des spectacles, sa capacité étant alors de quarante mille places environ, ce qui en fait la plus grande salle de spectacle d'Europe.

## Monuments sur l'axe historique

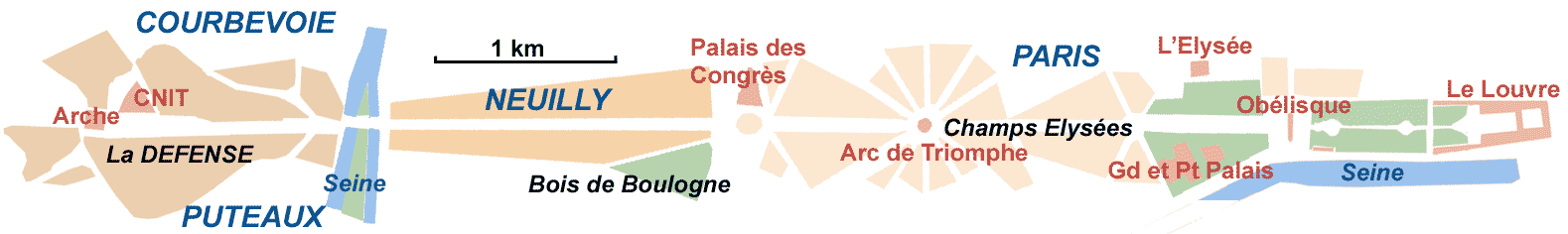
Tracé schématique de l'axe historique.

Depuis l'Arc de Triomphe du Carrousel, cet axe emprunte de manière rectiligne l'avenue des Champs-Élysées, la place Charles-de-Gaulle, l'avenue de la Grande-Armée, la Porte Maillot. À Neuilly-sur-Seine, il se prolonge par l'avenue Charles-de-Gaulle, le pont de Neuilly, et traverse le quartier d'affaires de La Défense.
Il est ponctué par de nombreux monuments, la statue équestre de Louis XIV située dans la cour Napoléon, l'Arc de Triomphe du Carrousel, le jardin des Tuileries, l'Obélisque de la place de la Concorde, l'Arc de Triomphe de l'Étoile ou l'Arche de la Défense. Par contre, la pyramide du Louvre est légèrement à l'écart de cet axe, l'axe Louvre-Cour Napoléon n'étant pas aligné sur l'axe historique.
Entre la porte Maillot et La Défense, cet axe coïncide avec le tracé de la route nationale 13.
Entre la place de la Concorde et la Grande Arche de la Défense, l'axe historique est desservi par onze stations de la ligne 1 du métro parisien.
L'axe du palais du Louvre s'écarte d'environ six degrés de l'axe historique, écart qui a été reproduit en sens inverse pour celui de l'axe de la Grande Arche par rapport à l'axe historique, pour des raisons techniques. Coïncidence ou volonté de François Mitterrand, cet angle de l'Arche oriente le regard sur un axe qui passe par le Panthéon et la bibliothèque François-Mitterrand.

## Galerie

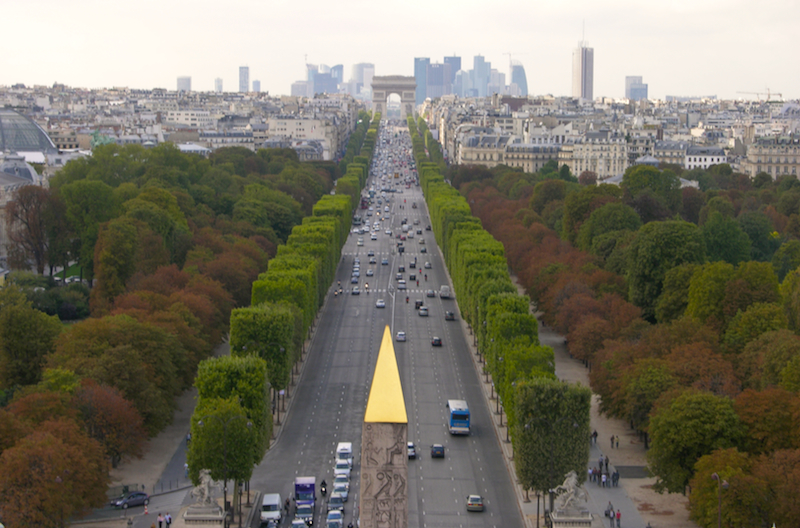
Vue des Champs-Élysées depuis le haut de la roue de Paris sur la place de la Concorde.
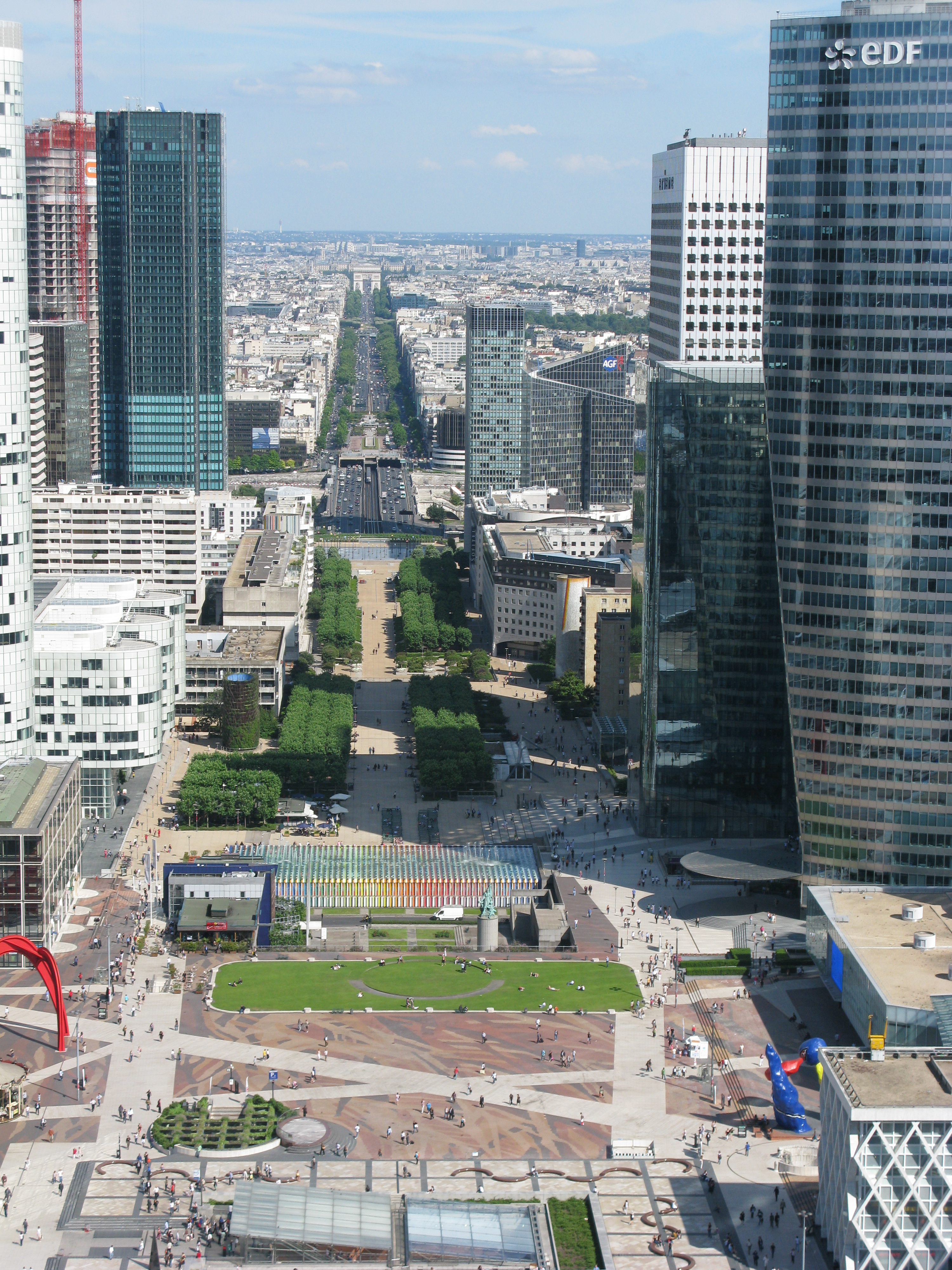
Axe historique vu de la Grande Arche de la Défense.
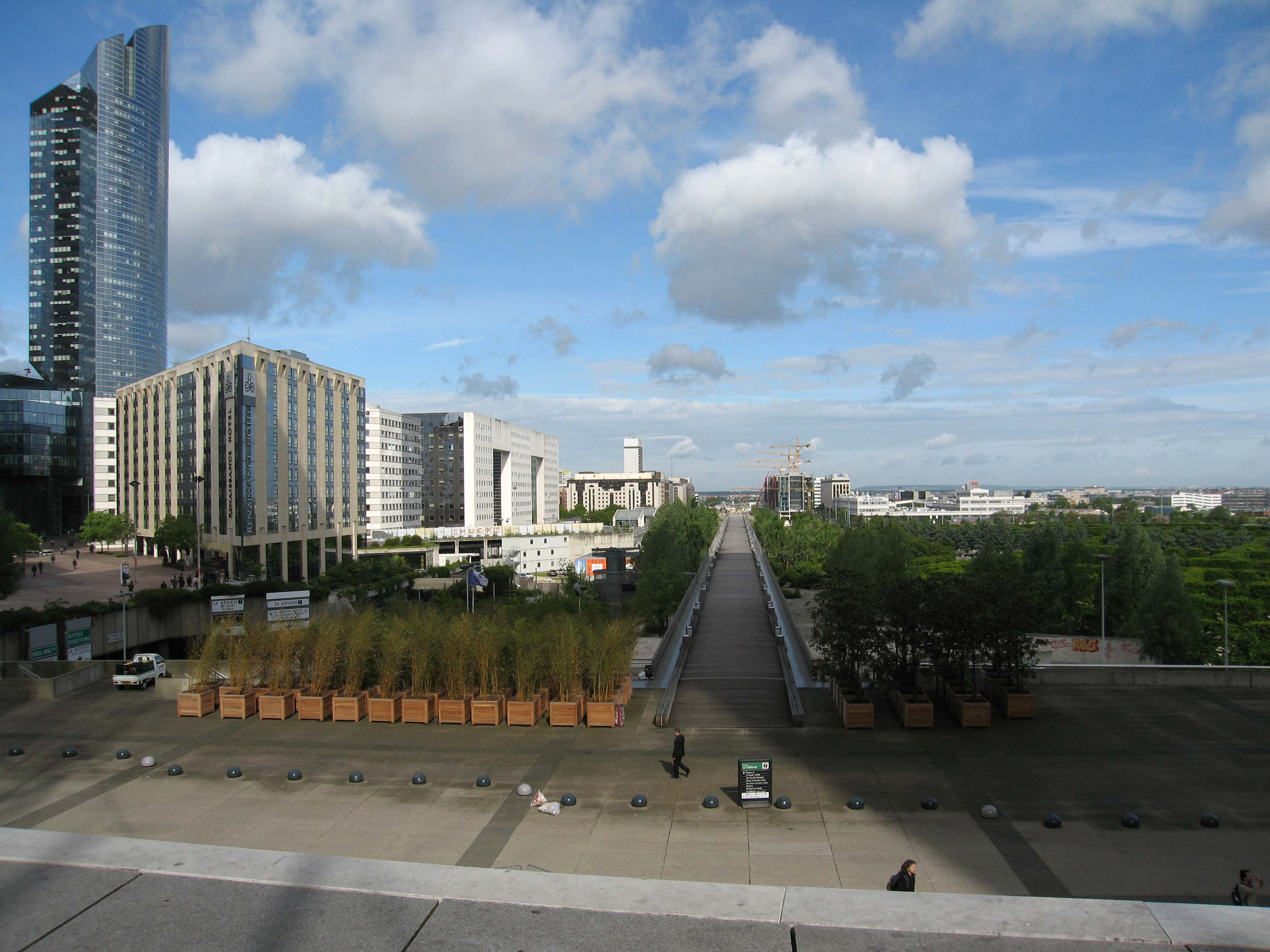
Vu vers l'ouest depuis l'Arche de la Défense, sur le futur prolongement (mai 2006).
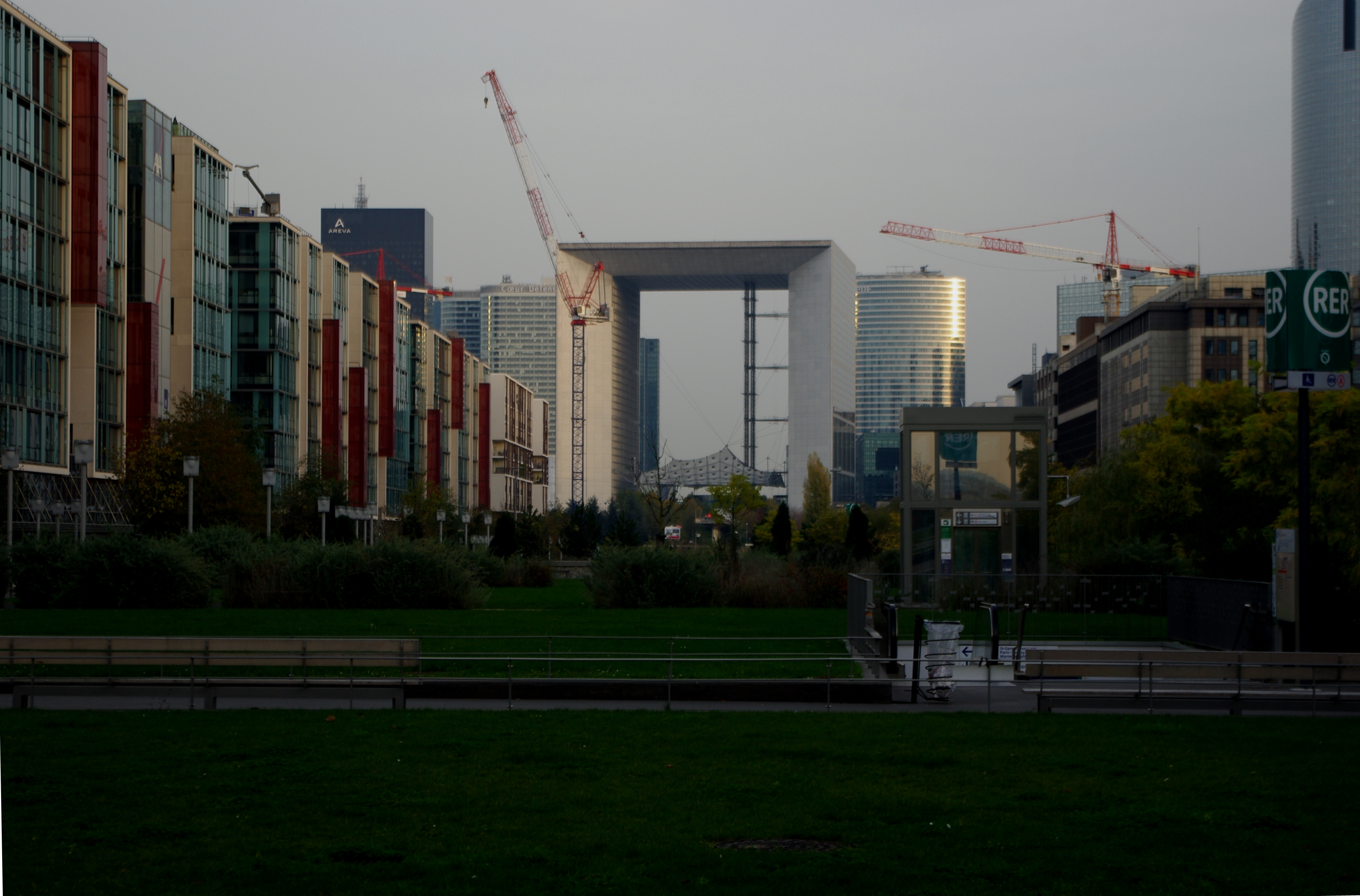
La Grande Arche vue de l'ouest, boulevard de Pesaro à Nanterre (novembre 2014).
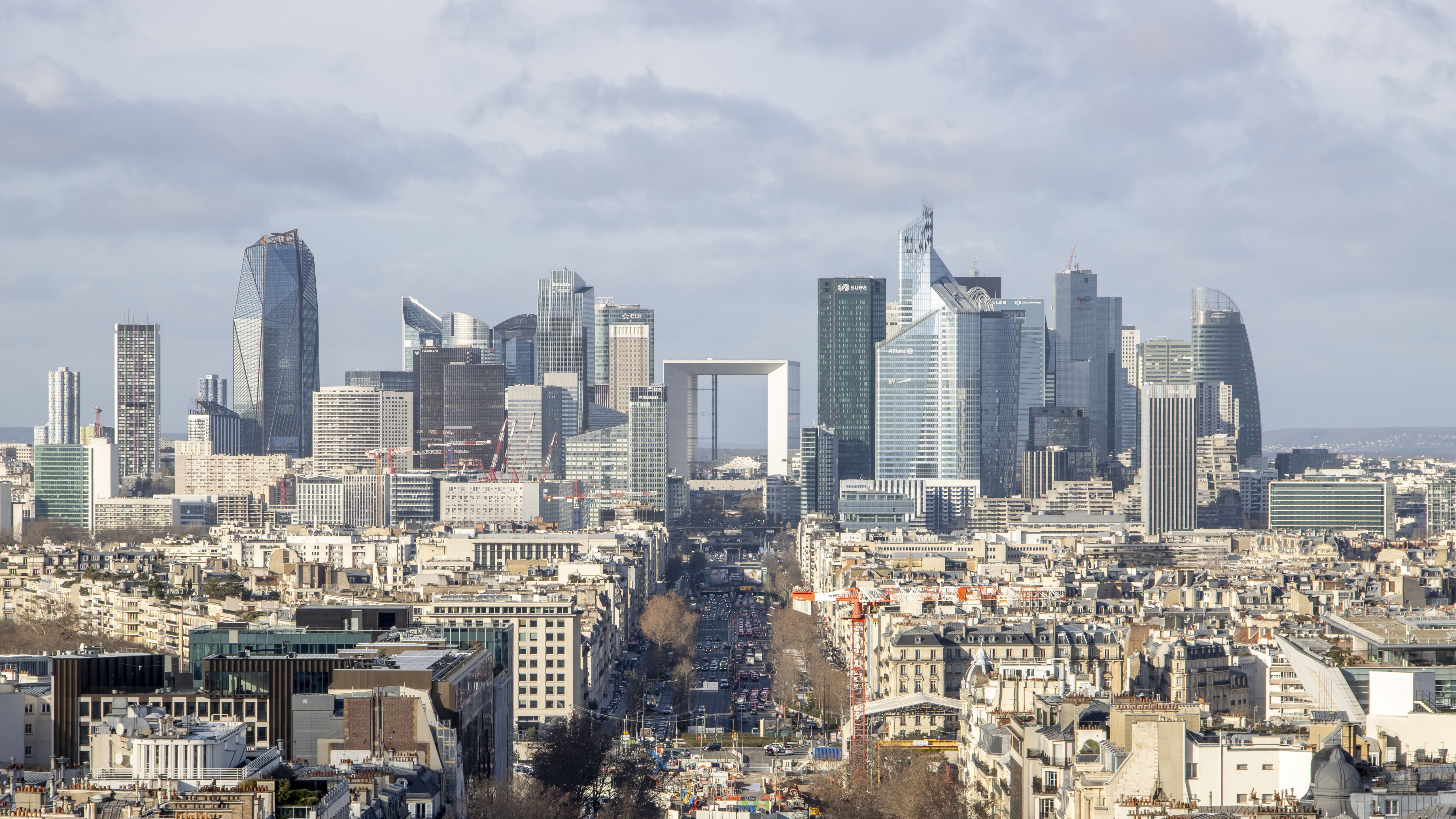
Axe historique vu depuis l'Arc de triomphe.
Le pôle économique Paris La Défense suit l'axe historique.